# Kišna glista
Kišna glista ili gujavica (lat. Lumbricus terrestris) pripada maločetinašima. Ima izduženo i člankovito tijelo prilagođeno za ukopavanje u podlogu.

## Morfolofija i anatomija
Na prednjem dijelu tijela nalazi se mali zaobljeni režanj, a iza njega je prvi kolutić (peristomij) na kojemu se nalazi usni otvor. 
Na površini tijela je jednoslojan epitel koji luči tanku kutikulu. Kutikula je porozna i kroz nju se izlučuje sekret koji vlaži površinu tijela, čime se smanjuje trenje i olakšava izmjena plinova (disanje se vrši preko površine tijela). Ispod epitela nalazi se sloj kružnih, a ispod njega sloj uzdužnih mišića. Na površini tijela se nalazi pojas žljezdanog epitela (klitelum) koji luči sluz (pomaže pri parenju) i kokon.
Celom je u vidu parnih šupljina koje su okruženi peritonijem. Peritonij obrazuje dorzalnu i ventralnu mezenteru i pregrade (septe) između segmenata. Mezentere i septe drže crijevo u središnjem dijelu. Celomska tekućina igra ulogu hidrauličnog kostura.
Krvotok je zatvorenog tipa. Sastoji se od dvije glavne krvne žile – dorzalne i ventralne, koje se pružaju cijelom duljinom tijela iznad, odnosno ispod crijeva. Dorzalna i ventralna žila su povezane poprečnim (bočnim) krvnim žilama u svakom kolutiću. Pet bočnih krvnih žila pulsira (bočna srca) čime se krv u dorzalnoj žili kreće od zadnjeg ka prednjem dijelu tijela, a u ventralnoj obrnuto.
Ekskretorni organi su segmentalno raspoređeni metanefridiji. Metanefridij počinje ljevkastim nefrostomom u celomu jednog segmenta, a završava porom na koži susjednog kolutića.
Živčani sustav je ljestvičast. Sastoji se od moždanog ganglija od koje se unazad pruža parno trbušno stablo. U svakom segmentu se nalazi po par ganglija povezanih međusobno poprečnim vezama (komusurama) i istovremeno uzdužnim vezama (konektivama) s parom ganglija susjednih kolutića (podsjeća na ljestve).
Crijevo je prava cijev (jedino ono nije segmentirano), koja počinje usnim otvorom, nastavlja se na ždrijelo (funkcionira kao pumpa), jednjak, volju, želudac, te srednje i zadnje crijevo s analnim otvorom. Hrane se organskom tvari koje se nalaze u zemlji, tako da gutaju zemlju.
Spolni sustav je hermafroditan. Parenje se obavlja između dvije jedinke koje se spajaju i razmjenjuju spermatozoide. U kokon se polažu oplođena jaja i hranljive tvari, zatim se on odbacuje. Razvoj je izravan.

## Posebne karakteristike
Kretanje se vrši naizmjeničnim izduživanjem i skraćivanjem dijelova tijela (kao valovi) uz odupiranje četinama o podlogu. Pri ovakvom kretanju se svaki segment ponaša kao zasebna vrećica unutar koje se nalazi tekućina i okružen je mišićima. Kružni i uzdužni mišići se kontrahiraju antagonistički.
Gujavica ima veliku moć regeneracije.

## Vanjske poveznice
- BioNet škola  Arhivirana inačica izvorne stranice od 6. listopada 2008. (Wayback Machine)
- Nightcrawlers.com World Fishing News Network  Arhivirana inačica izvorne stranice od 26. lipnja 2012. (Wayback Machine)
- Types of Earthworms - New Zealand  Arhivirana inačica izvorne stranice od 27. rujna 2006. (Wayback Machine)
- Earthworm Research Group (ERG):Frequently Asked Questions  Arhivirana inačica izvorne stranice od 22. kolovoza 2006. (Wayback Machine)
- NNZ-Nightcrawler
- The microfungal community of Lumbricus terrestris middens in a Linden (Tilia cordata) forest (PDF)  Arhivirana inačica izvorne stranice od 2. veljače 2019. (Wayback Machine)
- Exotic Earthworms in Minnesota Hardwood Forests (PDF)  Arhivirana inačica izvorne stranice od 6. ožujka 2004. (Wayback Machine)

## Drugi projekti
|  | Zajednički poslužitelj ima stranicu o temi Lumbricus terrestris |
|  | Wikivrste imaju podatke o taksonu kišnoj glisti                 |